# Барышников, Семён Нилович
Семён Ни́лович Бары́шников (12 [24] февраля 1880, Сокур, Саратовская губерния — 4 октября 1933, Харбин) — русский военачальник, генерал-майор (1919). Участник Белого движения на Востоке России. Участник Великого Сибирского Ледяного похода. Эмигрант.

## Биография
Родился 12 (24) февраля 1880 года в селе Сокур (Покровское) Сокурской волости Саратовского уезда Саратовской губернии в крестьянской семье. Получил домашнее начальное образование.
В 1905 году по второму разряду окончил Казанское пехотное юнкерское училище, а в 1914/1915 году окончил по первому разряду Николаевскую военную академию.
К 1 января 1909 года подпоручик 111-го пехотного Донского полка. 22 апреля 1913 года — штабс-капитан. 22 апреля 1914 — капитан. С 14 июля 1916 адъютант штаба 1-го Сибирского армейского корпуса.

## Гражданская война и Белое движение
Служил в войсках генерала Каппеля. В апреле 1919 года — начальник штаба 1-го Волжского корпуса. Подполковник.
За отличие в делах против неприятеля был приказом по Генеральному штабу от 20 апреля 1919 года произведен в полковники.
С 1 октября 1919 года служил начальником штаба Волжской группы войск.
Во время Великого Сибирского Ледяного похода временно исполнял должность командующего 3-й армией — 25 и 26 января 1920 года.
В 1920 году был произведен в генерал-майоры, служил начальником штаба 3-го корпуса, генералом для поручений при командующем Дальневосточной армией.
В конце 1920 года выехал в Китай. В 1922 году служил инструктором в мукденовских частях китайского маршала Чжан Цзолиня. Позднее жил в Харбине, где имел магазин канцелярских товаров, а также занимался книгоиздательством.
В 1930 году отказался от предложения вернуться в СССР. Скончался 4 октября 1933 года и похоронен на Новом (Успенском) кладбище Харбина.